# Pierre des Moines (Darvault)
La Pierre des Moines, appelée aussi Grosse Borne, est un menhir situé sur la commune de Darvault dans le département de Seine-et-Marne.

## Description
Le menhir est constitué d'un bloc en grès de Fontainebleau mesurant 1,65 m de hauteur pour une largeur variant de 0,70 m à 0,80 m.